# Rojo de Falun

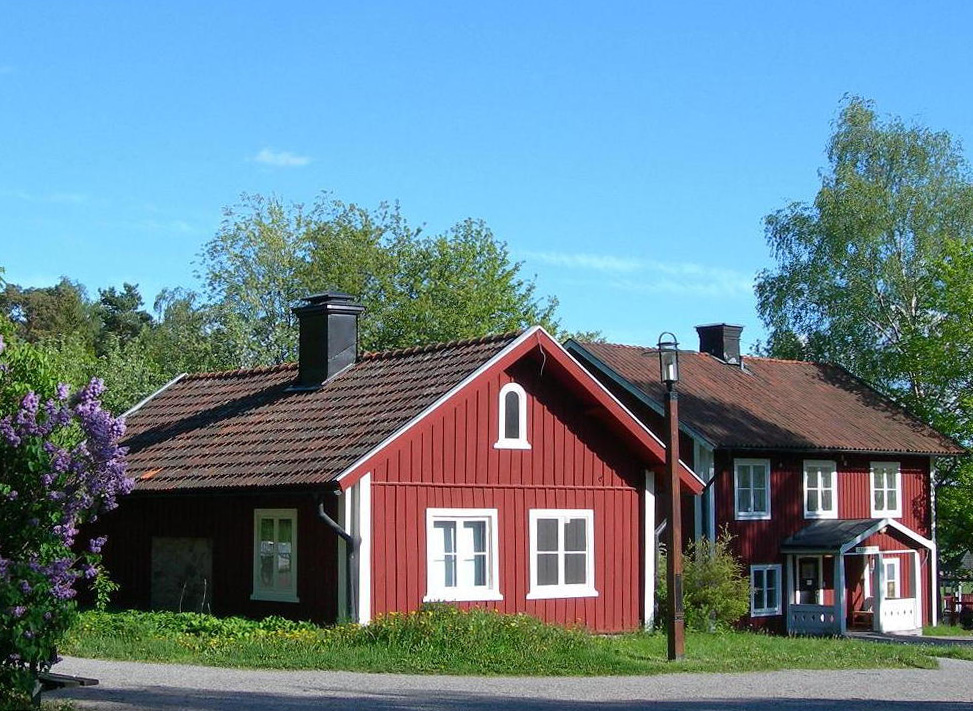
Casas tradicionales suecas pintadas con pintura rojo Falun

Rojo de Falun o rojo Falun (del sueco Falu röd) es el nombre de un pigmento con el que se elabora una pintura para superficies exteriores de viviendas que es de uso tradicional en Suecia. El pigmento toma su nombre de la mina de cobre de Falun, en la provincia sueca de Dalecarlia, de donde se extrae un ocre amarillo cuyo color se modifica por cocción; la coloración típica del producto final es roja. Debido a la composición química de este pigmento, la pintura con él elaborada ejerce un efecto protector sobre la madera.
|            | Rojo de Falun    | Rojo de Falun claro |
| HTML       | #7C342B          | #8B3B23             |
| RGB        | (124, 52, 43)    | (139, 59, 35)       |
| HSV        | (7°, 65 %, 49 %) | (14°, 75 %, 55 %)   |
| Referencia | [ 2 ] [ 3 ]      | [ 2 ] [ 4 ]         |

## Composición y obtención
El rojo de Falun es técnicamente un ocre tostado, es decir óxido de hierro hidratado sometido a la acción del calor para modificar su color; contiene también sílice, cobre y cinc. La mina de cobre de Falun, aunque ya no se excava para extraer ese metal, contiene depósitos aprovechables de ocre en los montículos de escoria descartados durante la explotación del cobre y en el sedimento del agua de la mina, el cual al secarse se convierte en ocre amarillo.

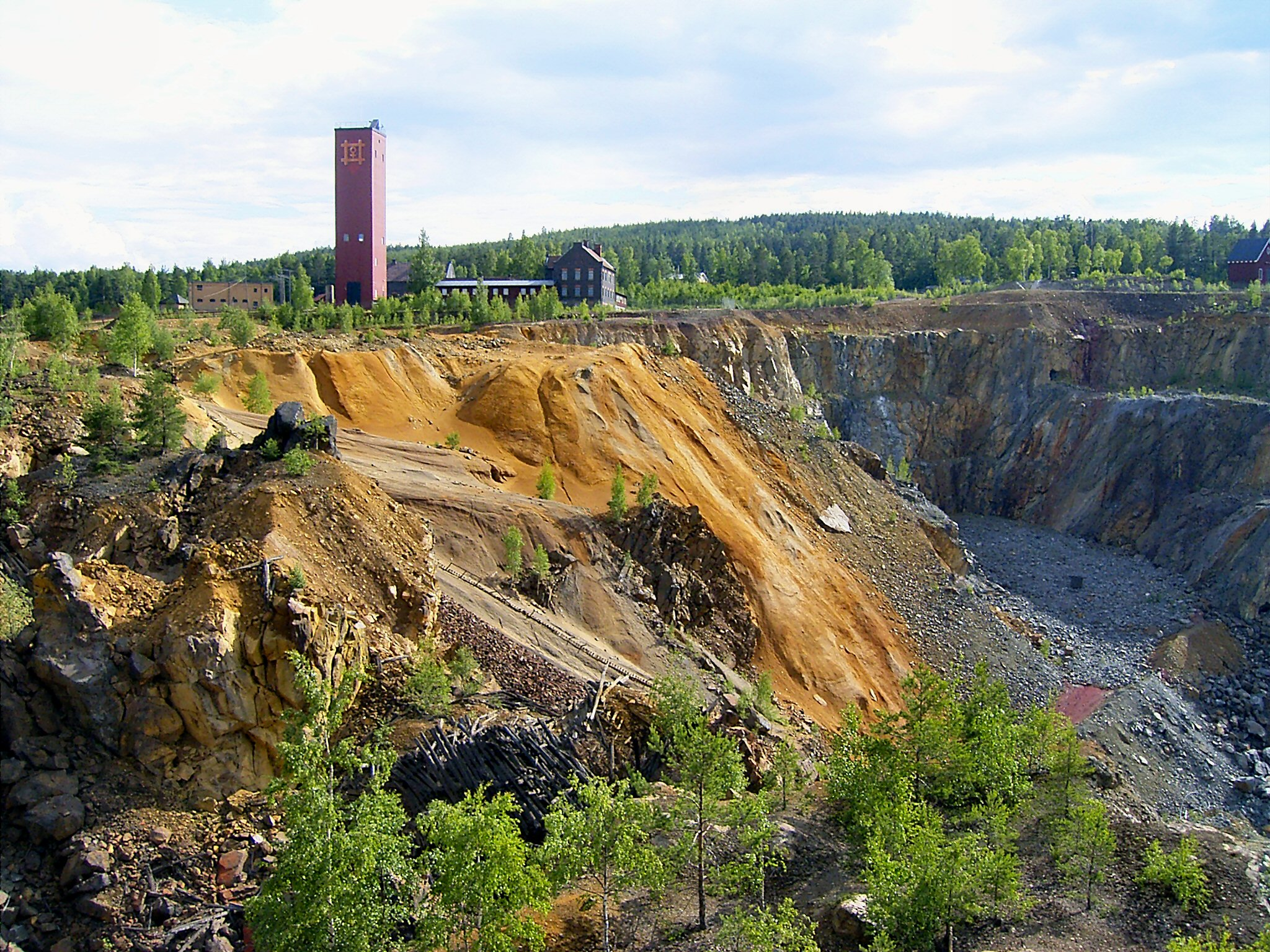
Socavón de la mina de cobre de Falun, con ocre amarillo visible

La acción de los elementos en los montículos de residuos de la mina ha eliminado los sulfatos más solubles, como los de cobre y cinc, mientras que los sulfatos ferrosos y las rocas duras han permanecido. La lenta descomposición de los minerales ferrosos ha dado lugar a la formación de un ocre amarillo a pardo amarillento. Las aguas ácidas de las minas, por otra parte, suelen contener hierro concentrado, el cual se oxida rápidamente al acercarse a la superficie y promueve también la formación de ocre.
En la fábrica de pintura establecida junto a la mina, el ocre se separa de los otros minerales mediante sedimentación y luego se lava, se cuela y se pulveriza. Aunque este ocre amarillo es ya un pigmento, en la fábrica se le somete todavía a un proceso de cocción que transforma su coloración. El color tradicionalmente buscado es el rojo, pero variando la temperatura de cocción se pueden lograr también otros colores. Actualmente se producen pinturas en los colores llamados röd (rojo), ljusröd (rojo claro), grå (gris) y svart (negro).

### Propiedades
La pintura rojo Falun da un color mate y extremadamente estable ante la luz; produce una capa porosa, con lo que protege a la madera de la intemperie pero no retiene la humedad. En su versión industrial, el vehículo del pigmento es almidón y aceite de linaza, de manera que la pintura es soluble en agua. Es algo reflectante debido a su contenido de sílice.

## Historia

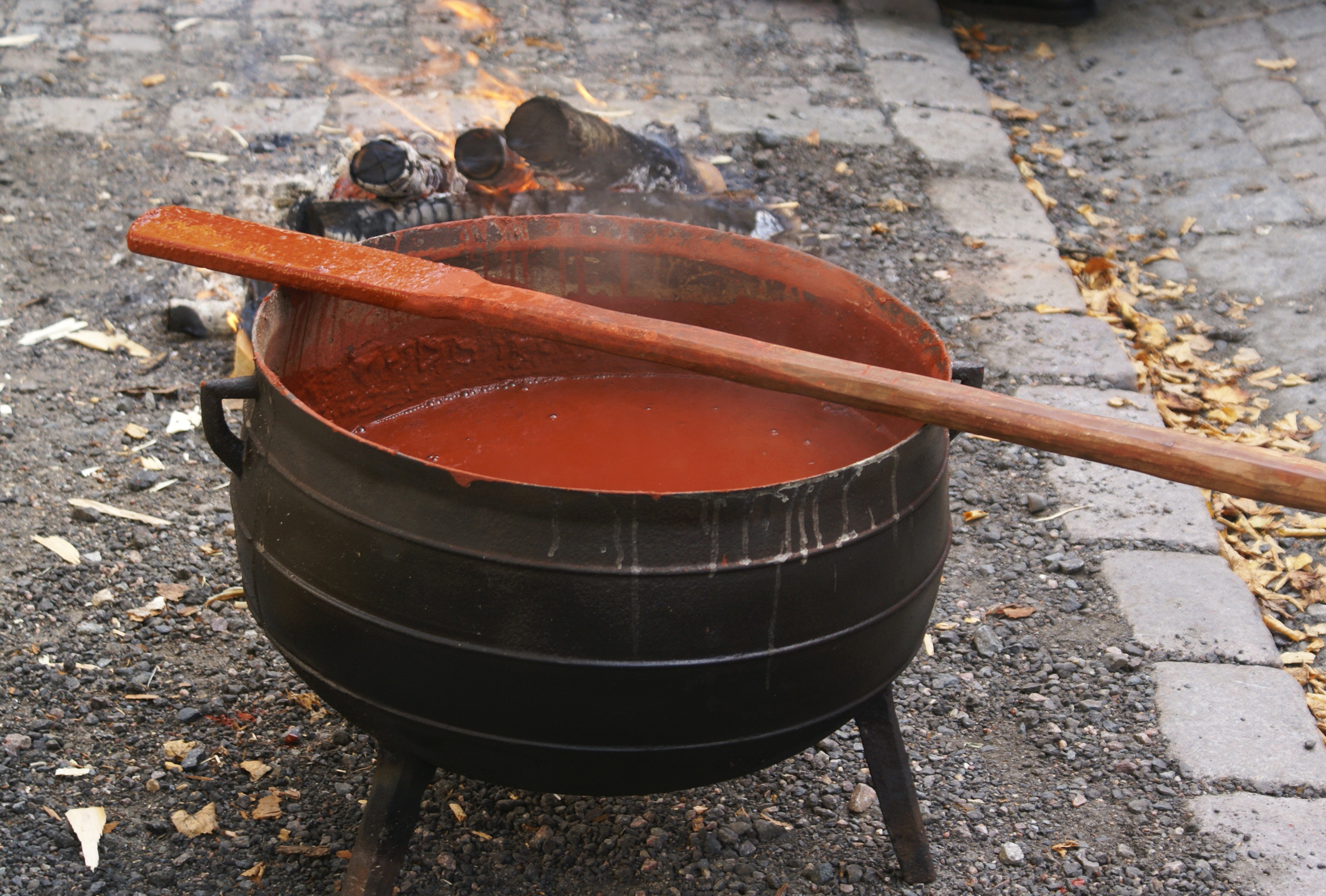
Elaboración artesanal de pintura rojo Falun

La pintura rojo Falun es parte de la herencia cultural de Suecia desde el siglo XVI: en una carta fechada en 1573 y dirigida al superintendente en jefe del castillo de Estocolmo, el rey Juan III le solicitaba la adquisición de esta pintura para pintar de rojo todos los tejados de la residencia real.
Hay constancia de que la mina de cobre de Falun ya estaba en actividad para el año 1288, aunque el auge de su producción se dio durante el siglo XVII, cuando llegó a generar dos tercios de la producción mundial de cobre.
Por entonces, sin embargo, era inusual que alguien pintase una casa familiar, y los que lo hacían preparaban el rojo de Falun en forma artesanal, mezclándolo con alquitrán de madera para lograr un buen color y una buena resistencia al clima. Recién a mediados del siglo XVIII se inició la producción industrial de esta pintura, introduciéndose también el procedimiento de hervirla con agua y harina de centeno. El atractivo de la pintura rojo Falun residía en que daba a las sencillas casas de madera el color de las construcciones de ladrillos de las clases pudientes del centro de Europa, siendo a la vez fácil de preparar, durable y económica. Esto hizo que su uso se difundiera rápidamente.
Aunque la mina de cobre de Falun fue cerrada en 1992 y posteriormente declarada Patrimonio de la Humanidad, la producción de rojo de Falun no se detuvo, ya que desde sus comienzos aprovechó el ocre que se encontraba en los montículos de residuos de la mina y en los sedimentos del agua. Recientemente, la exportación de la pintura rojo Falun se ha puesto en cuestión ante la posibilidad de que las reservas de ocre que se encuentran en los desechos de la mina se agoten.

## Enlace exterior
- Falu Rödfärg, sitio oficial de la fábrica de Falun

- Datos: Q498423
- Multimedia: Falu red / Q498423